# ماسال
ماسال شهری در غرب استان گیلان است که در کنار کوه‌های تالش واقع شده‌است. این شهر مرکز شهرستان ماسال است. ماسال نزدیک به شهرهای صومعه‌سرا و فومن و از استان اردبیل نزدیک به خلخال است. مردم ماسال تالش زبان هستند و رسم و رسوم تالشی دارند. اکثر مردم ماسال علاوه‌بر داشتن شغل‌های دیگر به دامداری و کشاورزی نیز مشغول هستند. ماسال منطقه‌ای کوهپایه‌ای است و دارای ییلاقات زیبایی از جمله اولسبلنگاه و سوئه چاله است که در سطح کشور معروف هستند. در سال‌های اخیر ماسال به منطقه‌ای گردشگری تبدیل شده‌ است که سالانه از صدها هزار مسافر از تمام کشور میزبانی می‌کند. به همین دلیل فعالیت گردشگری و اجارهٔ ویلا نیز در حال رونق و رقابت با کشاورزی و دامداری در ماسال است.

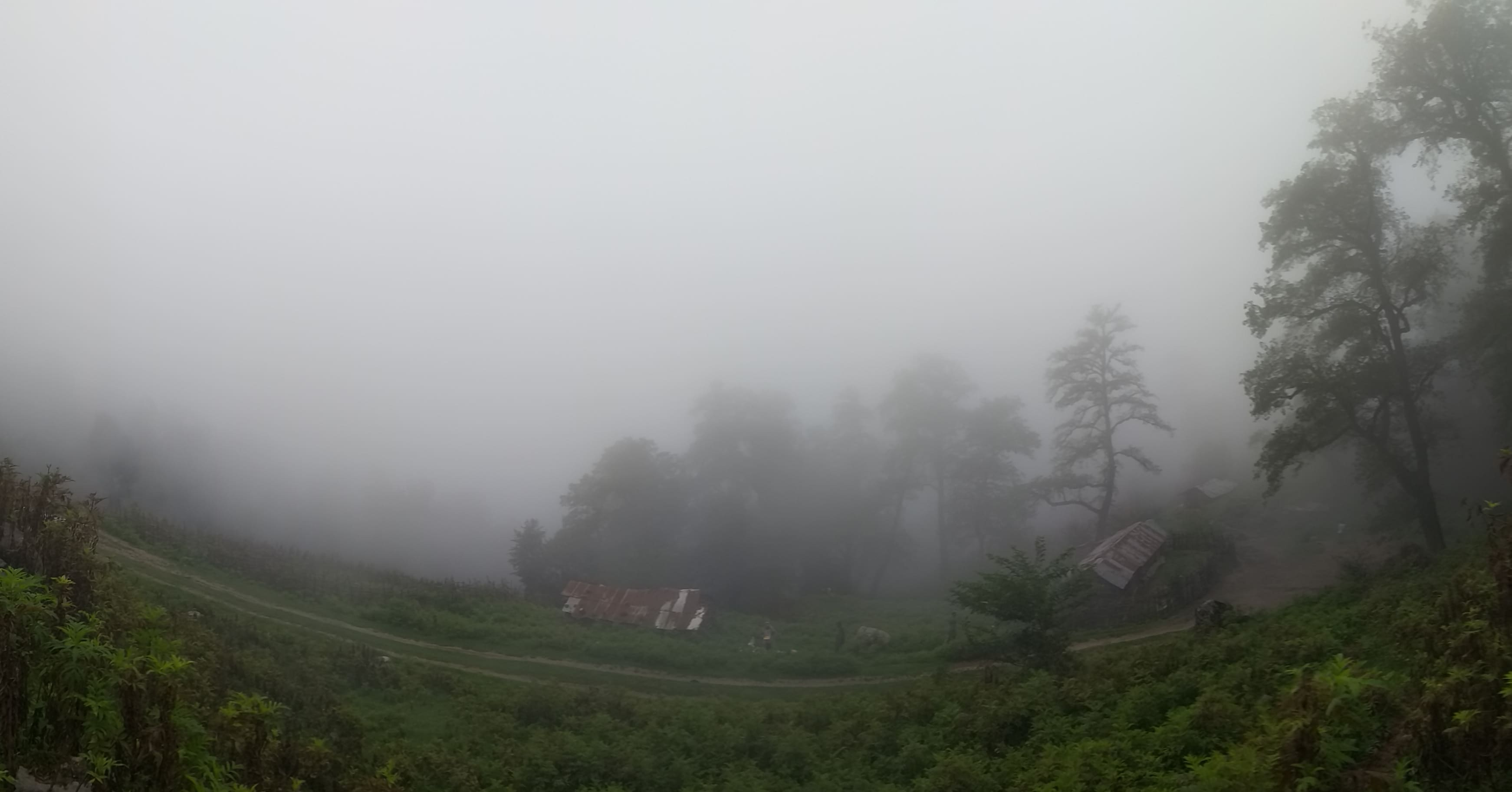
ییلاقات ماسال

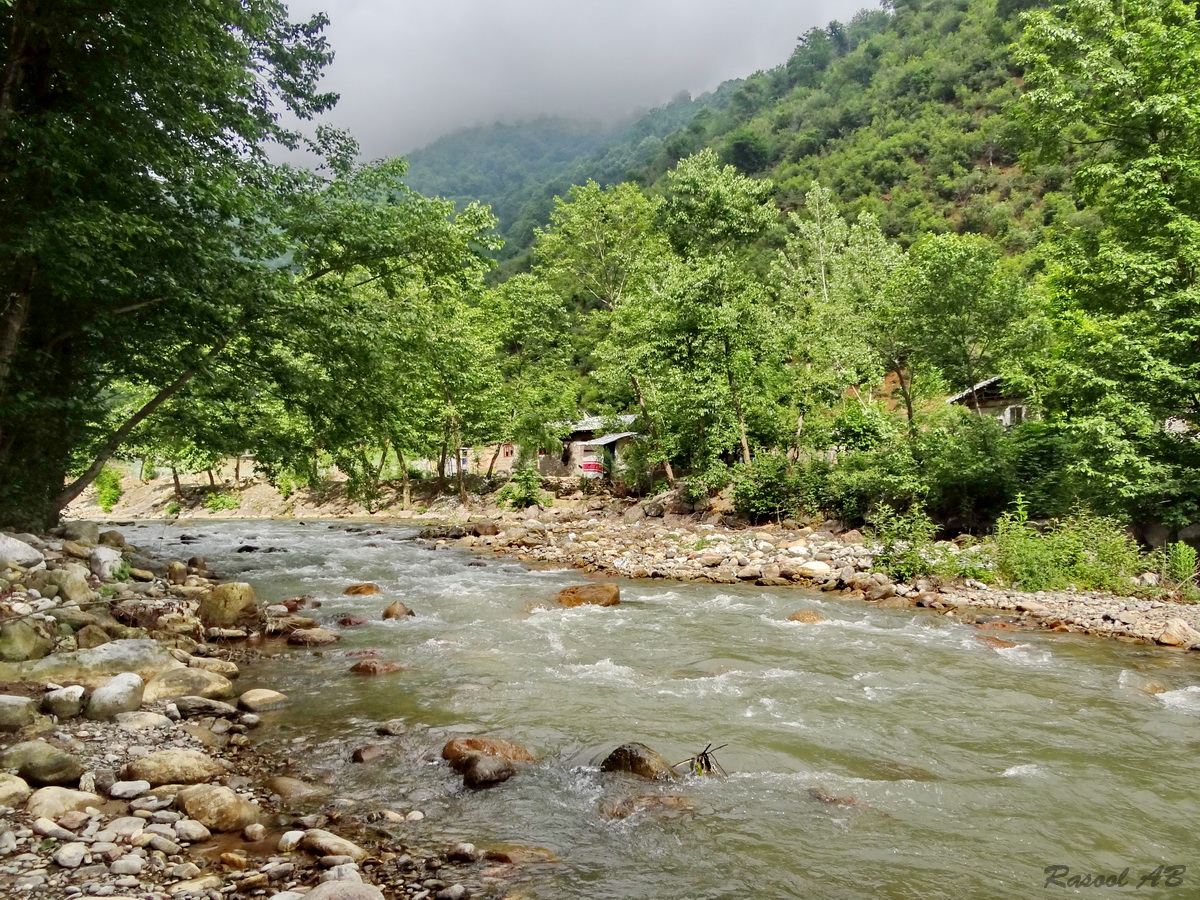
رودخانه خالکایی

## وجه تسمیه
ماسال معرب شده واژه «مازال» یا «مزال» به معنی کوه‌پایه یا کوه‌وار است.

## تاریخچه
ماسال شهری کهن است، خرابه‌ها و قبرستان‌های قدیمی ماسال، نشان از قدمت بسیار این منطقه دارد. ماسال در گذشته به علت عبور رود خالکایی از کنار این منطقه رودکنار نامیده می‌شد. عبور رود خالکایی از کنار ماسال باعث گسترش کشاورزی و برنج‌کاری و درنهایت مبادله کالا باعث گسترش تدریجی این منطقه و تشکیل ماسال شد. ماسال در گذشته جزو شهرستان تالش بود که در سال ۱۳۷۶ از آن جدا شد و ماسال در محدوده شهرستان ماسال قرار گرفت.

## جغرافیا

### موقعیت
ماسال در استان گیلان با موقعیت بین عرض‌های ۳۷ درجه و ۱۵ دقیقه تا ۳۷ درجه و ۲۹ دقیقه شمالی و طول جغرافیایی ۴۸ درجه و ۴۳ دقیقه تا ۴۹ درجه و ۱۱ دقیقه شرق قرار گرفته‌است.
فاصلهٔ ماسال از شهر تالش ۶۰ کیلومتر، از رشت ۵۵ کیلومتر فاصله دارد. 
ماسال با مساحت ۶۶۲ کیلومتر مربع و ارتفاع ۸۴ متر از سطح دریا، دومین منطقه مرتفع استان گیلان پس از شهر رودبار است. 
ماسال از شمال با شهرستان رضوانشهر، از شرق به شهرستان فومن و شهرستان صومعه سرا، از جنوب و غرب به شهرستان خلخال و استان اردبیل همجوار است.

### جغرافیای شهر
ماسال مرکز توریستی و گردشگری غرب گیلان است و از لحاظ دسترسی به شهرهای اطراف بسیار موقعیت جغرافیایی بی‌نظیری دارد. از شمال به تالش هشتپر اسالم، مرکز خرید آستارا، ساحل گیسوم، آبشار ویسادار از شرق به فومن و ماسوله و قلعه رودخان اتصال پیدا می‌کند. این شهر با مرکز استان ۴۰ کیلومتر، با شهرستان تالش ۵۰ کیلومتر و با شهرستان صومعه سرا ۱۵ کیلومتر فاصله دارد.

### ییلاقات
مناطق جنگلی منطقه باستانی اَسبه ریسه با غارها و صخره‌های بلند گردشگاه جنگلی ریزه مندان ییلاق شالماء – چِسلی – بیلگاه دول – ایسپی دشت – دشت اَلَنزه – وییَرگاه – خِندیلَه پِشت – مارجونه – رشت پشت – وشنه راه – واشیار – اولسته بلنگاه – صی فی مانم – نَمنَه پِشت – خِشکَه دریا – تلارگاه - خان بند – ملومه بند – سوئَه‌چاله - غار خنده پشت فهرست جاذبه‌های تاریخی وشمه سرا مناطق باستانی، تاریخی درخانه – گیله سرا – وردم یا وردوم - قلعه کول منطقه یادمانی مشهد میرزا (محل شهادت میرزا کوچک) مناطق ییلاقی، تاریخی، سنگ بست، خون، خندیله پشت و تفنگ ساز - رامینه

## روستاهای ماسال

### ●بخش شاندرمن
1. اسطلخ زیر
2. امامزاده شفیع
3. انجیلان
4. اولم
5. برگسرا
6. بروج راه
7. بنه‌سرا
8. بی تم
9. پاشکم
10. پشد
11. پلنگ سرا
12. پنگاپشت
13. پیرسرا (شاندرمن)
14. طالب دره
15. توسه‌سرا
16. چاله‌سرا
17. چای خاله
18. چپه‌زاد
19. چماچار
20. چموش دوزان
21. چورک موزان
22. چیت بن
23. خرف کوره
24. خشکه‌دریا
25. خلورجان
26. دِران
27. دلیجان
28. زرابچه
29. زرددول
30. سیاه‌دوله
31. سیاه‌کوه
32. سیاه‌مرد
33. شالکه
34. عنبرادول
35. قَران
36. کفود
37. کفودمژده
38. کوبن
39. کوره جان
40. گرمسر
41. گِسکِمینجان
42. گلوکوه
43. لتشت
44. لَچور
45. لل کن
46. مشه‌که
47. معاف
48. ملک بگور
49. ملک جهان
50. میرمحله (شاندرمن)
51. نیلاش
52. وِزمَتر

### ●بخش مرکزی
1. اسب ریسه
2. آهکلان
3. پیرسرا (بخش مرکزی ماسال)
4. تلارگاه
5. تبرسرا
6. توت نساء
7. چسلی
8. خانقاه بر
9. خروم
10. خودبچر
11. خِری دول
12. درخانه
13. دول کوه
14. دولَه ملال
15. رزین دول
16. ریزه مندان
17. سِراکه
18. سلیم‌آباد
19. سیاه‌دول
20. سیدمحله
21. شالما
22. شالماکوه
23. طاسکوه
24. طبق سر
25. کوچکام
26. کوربار
27. کیشه خاله
28. کیشخانی
29. گاومیشبان
30. گرم‌خانی
31. گنذر
32. گیله‌سرا
33. لیپا
34. لیر
35. ماسوله خانی (موسله خونی)
36. مَرکیه
37. مهدیخان محله
38. میرمحله (بخش مرکزی ماسال)
39. میله سرا
40. نسا
41. وردوم
42. ورمیه (روستای ورمیه سه بخش دارد: ورمیه، آلینا، اصلان محله)
43. وشمه سرا

## آب‌ و هوا
آب‌وهوای ماسال متأثر از دیگر مناطق استان گیلان، مرطوب و در ارتفاعات نیمه مرطوب کوهستانی است.

## جاذبه‌های دیدنی
ماسال جدا از اینکه منطقهٔ مرتفع و بکری باشد با کلبه‌های چوبی، به شهر آبشار نیز معروف است، آبشارهایی از قبیل آبشار ویوز در مجاورت منطقه ییلاقی اولسبلنگاه در ماسال، آبشار خون با ارتفاع بیش از ۱۵ متر، آبشار تولی نساء و آبشار رامینه با ارتفاع ۱۰ متر و همین‌طور غارهایی همچون غار باستانی خندیله پشت، غار چسلی، غار کلچال را می‌توان در این شهر نام برد.
از مناطق دیدنی ماسال می‌توان به ییلاقات اولَسبِلَنگاه، سوئَه چاله، خریدول در ماسال اشاره کرد.

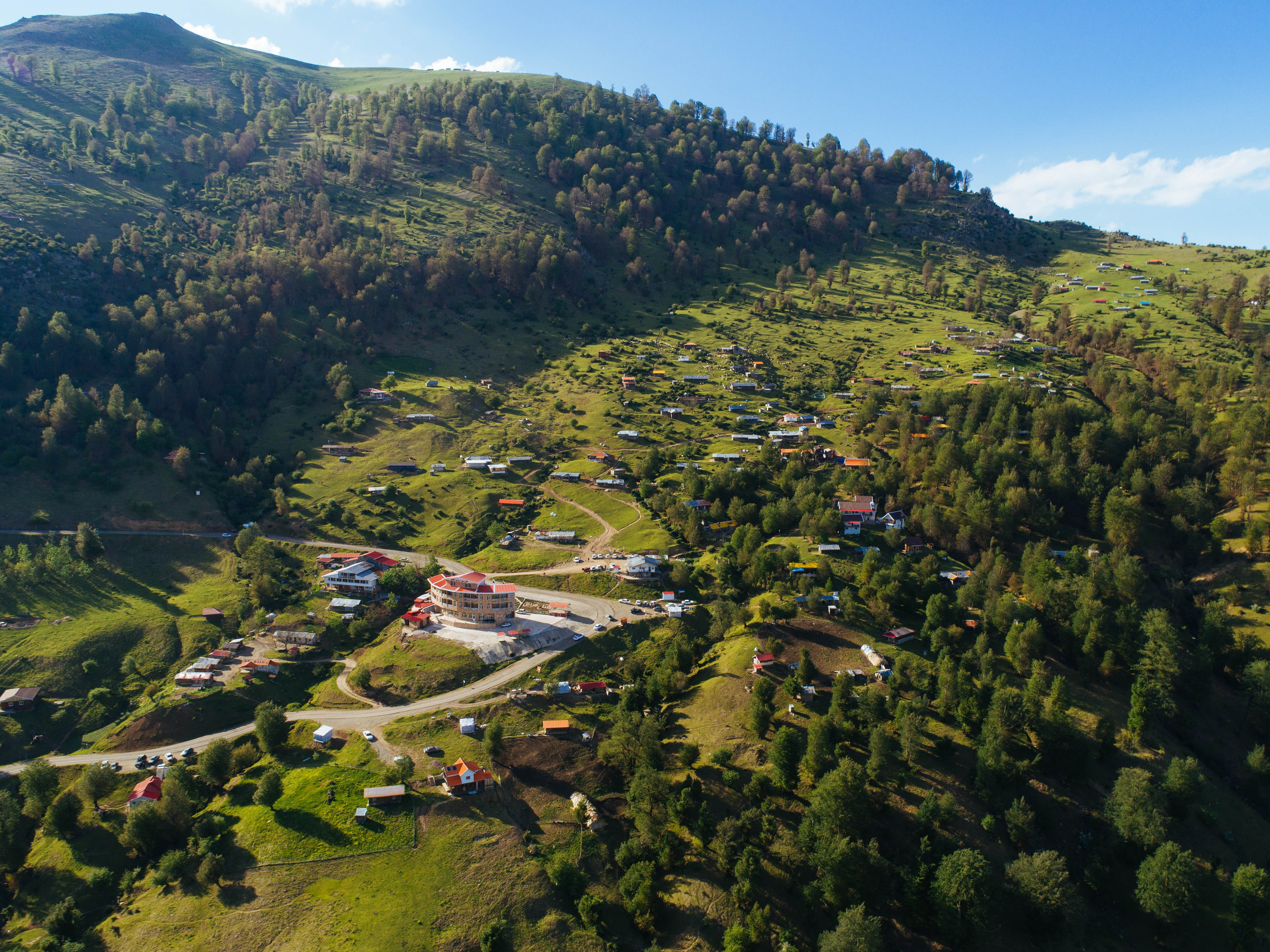
طبیعت زیبای ییلاقات ماسال

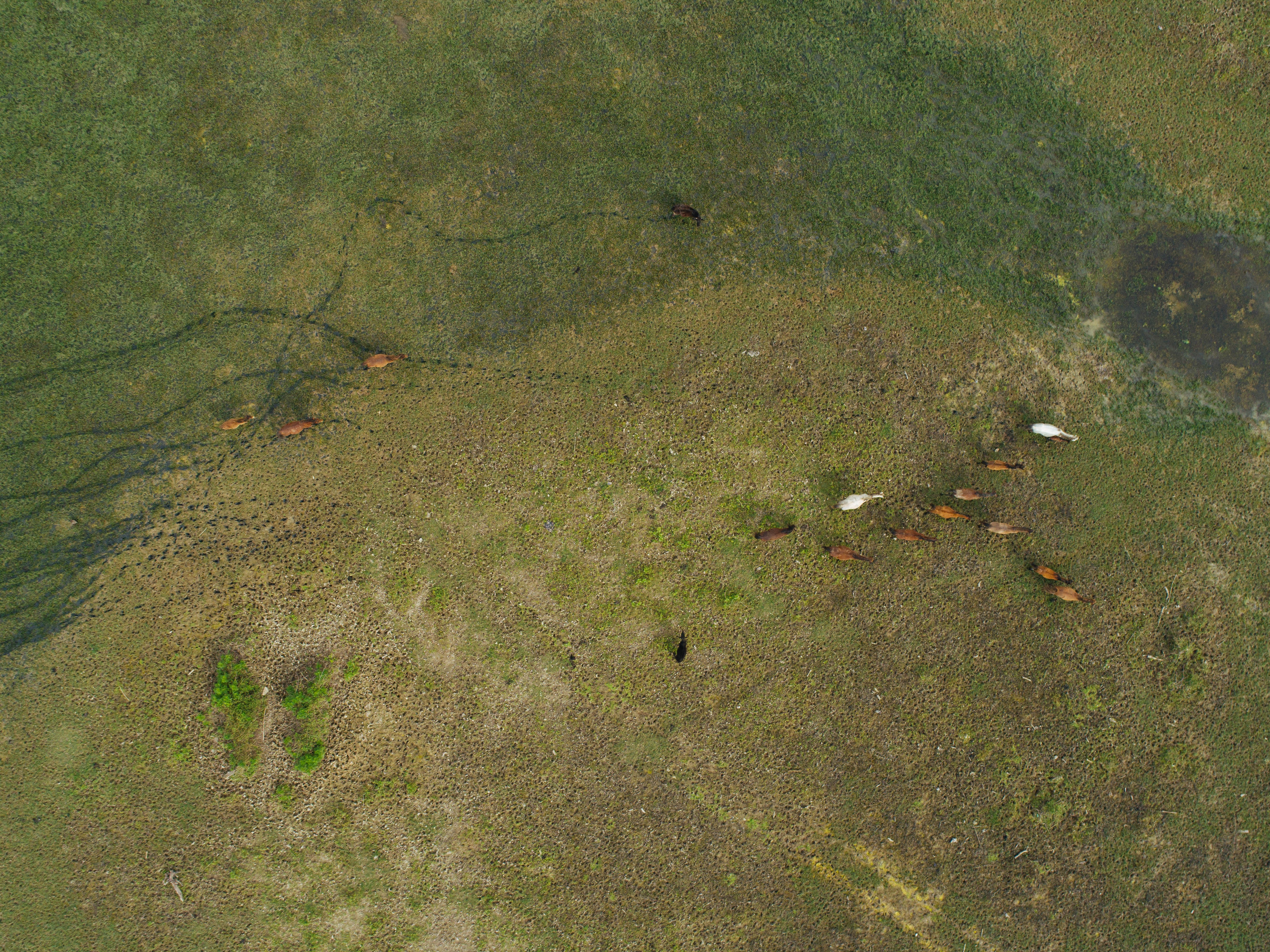
مراتع ماسال

ماسال در قدیم رودکنار نامیده می‌شد و محل تشکیل شنبه‌بازار کنونی بوده‌است. وجود همین شنبه‌بازار باعث رشد آبادی کوچک رودکنار شد.

## جمعیت
براساس سرشماری سال ۱۳۹۵ جمعیت ماسال برابر با  ۵۲,۶۴۹ نفر بوده‌است.

## مردم

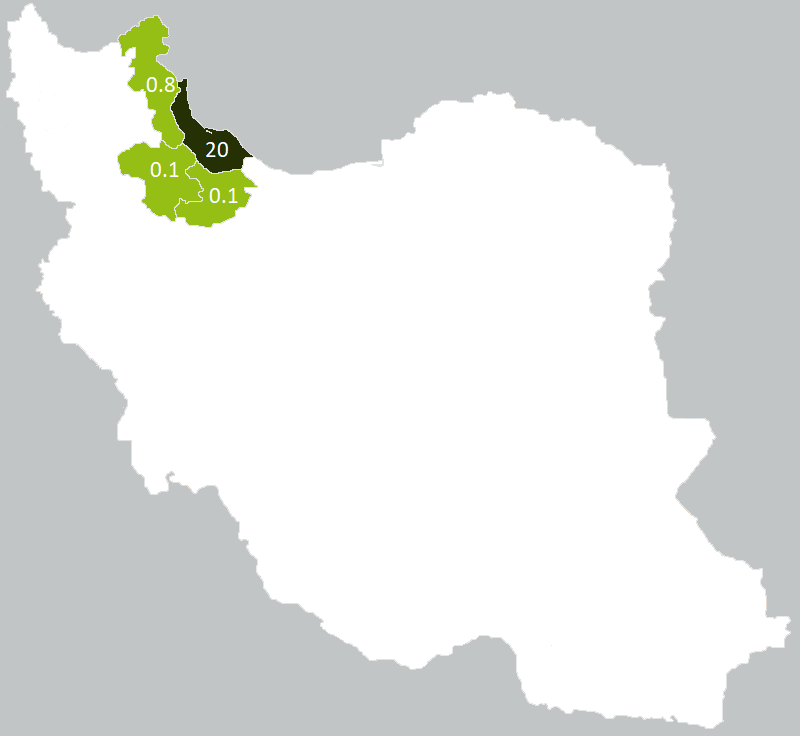
پراکندگی مردم تالش در استان‌های ایران

مردم این شهر از قوم تالش هستند و به زبان تالشی صحبت می‌کنند.
تالش ها یکی از نخستین ساکنان کشور ایران و از بومیان اولیه کرانه های دریای مازندران می‌باشند. نظر بسیاری از پژوهشگران این است که تالشی ها نواده های کادوسی ها هستند. 
در اغلب منابع تاریخی از کادوسیان بعنوان مردمی نیرومند و مستقل یاد شده که پیش از تشکیل دولت ماد در نواحی غرب دریای مازندران فرمانروایی داشتند و بعدها نیز تسلیم مادها نشده و حتی هخامنشیان هم نتوانسته اند آنها را کاملا مطیع خود سازند.
احمد کسروی مینویسد "نام تالشان بر خلاف نظر پرفسور هرتسفلد ماخوذ از واژه "تلرت رود" نیست. تا جاییکه می دانیم نه کادوسیها از بین رفته اند و نه تالشان از جای دیگر به جایشان آمده اند. تالشان که تازیان آنها را "طیلسان" می نامیده اند از فرزندان و بازماندگان همان کادوسیها میباشند و نام تالش کلمه تغییر شکل یافته همان کادوس است."
نخست بار که نام تالشان در کتابها پیدا میشود در میان شرح کشور گشایی های تازیان است که میبینیم این تیره را بنام طیلسان میخوانند در اینجا باید گفت نه کادوسان از میان رفته اند و نه تالشان از جایی دیگر بجای آنها آمده اند بلکه این تالشان فرزندان و بازماندگان همان کادوسان می باشند و واژه تالش دیگر شده کادوس می باشد.
مردم تالش سالیانی متمادی دارای استقلال بودند و از خود پادشاهانی داشتند. نظر برخی از تاریخ نگاران درباره انقراض حکومت مستقل تالشیها این است که گویا به دست اردشیر سوم در ۳۶۰ پیش از میلاد انجام پذیرفت. بنا به این گفته ها تالشیان را از نیمه های اول سده چهارم پیش از میلاد باید دولتی خود مختار زیر حاکمیت شاهنشاهی هخامنشیان به شمار آورد.

## مشاهیر
- انامقلی ماسالی (بنیانگذار شهر نوین ماسال)[۱۶][۱۷]
- هادی حمیدی (خواننده)
- پرهام جوادی (بازیکن فوتبال)
- قسمت خانی (خواننده)
- روح انگیز میرزایی (خواننده)
- فرامرز مسرور ماسالی (شاعر، نویسنده و محقق)
- هوشنگ امیر احمدی (تحلیل‌گر سیاسی و استاد دانشگاه)
- کامیار عابدی (نویسنده، پژوهشگر و منتقد شعر معاصر فارسی)
- آرمان رمضانی (بازیکن فوتبال)
- فردین معصومی (کشتی‌گیر و مربی کشتی)
- سید مومن منفرد (شاعر، محقق، نویسنده و تالش شناس)
- سید مهران منفرد (خواننده)
- سجاد رحمانی (شاعر)
- جواد عاشوری (خواننده)
- کامیار بامداد (کمدین)

## ره آورد (سوغات)
- جوراب پشمی (به تالشی: پوئَه گورَوِه)
- پاپوش دست بافت (به تالشی: پاتونی)[۱۸]
- لباس های پشمی (به تالشی: شالَ خَلا)
- ابزار آلات فلزی (چَلَنگری)
- مصنوعات چوبی کنده کاری شده (خراطی)

## غذا و خوراکی های محلی

### غذا
- شاکوکو یا شاه کوکو
- ووزَ کوکو (کوکوی گردو)
- سیا قاتِق (فسنجان)

### نان و شیرینی
- زَرینَه نون (نان زرین)
- اَگِردَک (نوعی شیرینی)
- کاکا (نوعی شیرینی)
- رشته خشکار

### چاشنی
- دَرار (نوعی چاشنی تهیه شده با سبزیجات معطر و نمک)
- لُر (نوعی فراورده لبنی)
- سورَه (نوعی فراورده لبنی)
- تالِشَ پنیر (پنیر تالشی)
- زیتون پرورده

### میوه
- خِج (گلابی وحشی)
- ازگیل (ازگیل ژاپنی یا لوکوآت)
- فِتِر (کونوس یا کُنوس)
- انواع مرکبات (پرتقال، نارنج، لیمو)

### سایر
- برنج
- عسل طبیعی

## اقتصاد
اقتصاد ماسال بر پایه کشاورزی و دامداری استوار است، فعالیت‌هایی از قبیل برنج‌کاری، پرورش طیور، پرورش پیله ابریشم و گاو و گوسفند رایج است. تولید شال و صنایع چوبی از صنایع دستی منطقه محسوب می‌شود در این شهرستان مانند سایر نقاط گیلان بازار هفتگی در روز شنبه هر هفته تشکیل می‌شود و نقش مهمی در اقتصاد منطقه دارد.
در سال‌های اخیر ماسال به منطقه‌ای گردشگری تبدیل شده‌است که سالانه  صدها هزار مسافر از تمام کشور را میزبانی می‌کند، به همین دلیل فعالیت گردشگری و اجارهٔ ویلا نیز در حال رونق و رقابت با کشاورزی و دامداری در ماسال است.